# دوشان گالیس
دوشان گالیس (انگلیسی: Dušan Galis؛ زادهٔ ۲۴ نوامبر ۱۹۴۹) یک سیاستمدار و بازیکن و مربی سابق فوتبال اهل چکسلواکی است. او در لیگ چکسلواکی ۲۲۶ بازی انجام داد و ۸۹ گل به ثمر رساند.
وی همچنین در تیم ملی فوتبال چکسلواکی بازی کرده‌است. او هشت بار برای تیم ملی چکسلواکی بازی کرد و یک گل به ثمر رساند. او در مسابقات جام ملت‌های اروپا ۱۹۷۶ شرکت کرد و با تیم ملی خود قهرمان اروپا شد.